# Kéniera
Kéniera (avui grafiat com Kinieran o Kéniéran) fou una població de certa importància a Guinea, al Ouassoulou o Wassulu al sud del riu Níger, a més de 40 km en línia recta de Siguiri. La ciutat es va resistir al domini de Samori Turé. Avui dia és una població petita de la regió de Kankan a la prefectura de Siguiri.
Kéniera havia demanat ajut al francesos de Kita (on governava el capità Monségur) davant l'amenaça de Samori Turé i el capità va enviar al sotstinent indígena Alakamessa a Dabala (on estava aleshores Samori) per demanar que no ataqués Kéniera; com a resposta Samori va empresonar a Alakamessa i poc després (novembre de 1881) va atacar la població que no va poder conquerir, però en va establir el setge.
Borgnis-Desbordes va decidir ajudar a Kéniera (11 de febrer de 1882) que estava a 600 km de Kayes; va creuar el país de Birgo i el país manding, passant per Mourgoula, Niagassola, Niafadié, i arribant al riu Níger a Falama el dia 25; va travessar el riu en part en piragües i la resta per un gué i a l'altre costat va trobar uns 400 o 500 guerrers del Kourbaridougou que se li van unir; van recórrer amb rapidesa els 40 km que faltaven fins a Kéniera, però van arribar quan ja feia tres dies que s'havia rendit. Samori es va avançar davant els francesos però els seus soldats (uns 4000) es van desbandar quan els francesos van disparar el canó, que mai s'havia vist en aquelles contrades i foren perseguits pels francesos fins als murs de Kéniera. Allí la vila havia estat destruïda i 200 resistents havien estat executats i els seus cadàvers cremats. Borgnis-Desbordes, amb la seva gent exhausta, curt de queviures i municions, va decidir retornar. En la tornada Samori els va assetjar constantment i els va atacar en petites escaramusses fins a arribar a la vora de Kita. Llavors Samori va anar a assetjar Courba, al sud-est de Kéniera, que va ocupar; va entrar en país manding i es va establir a Kangaba, va conquerir el Bouré i el Bidiga i va impedir l'accés francès a aquestes regions.